# IC 4634
IC 4634 – mgławica planetarna znajdująca się w konstelacji Wężownika. Została odkryta w 1894 roku przez Williaminę Fleming. Odległość do niej szacowana jest na od 7500 do 12,8 tysięcy lat świetlnych.